# Holotrichia gradatifrons
Holotrichia gradatifrons är en skalbaggsart som beskrevs av Bates 1891. Holotrichia gradatifrons ingår i släktet Holotrichia och familjen Melolonthidae. Inga underarter finns listade i Catalogue of Life.